# Поль Седир
Поль Седир (фр. Paul Sédir, настоящее имя Ивон Ле Луп, Yvon Le Loup; 2 января 1871, Динан — 3 февраля 1926, Париж) — французский оккультист, мартинист, автор книг по эзотерике и христианскому мистицизму.
На русский язык его книги переводил мартинист А. В. Трояновский.

## Биография
Родился в 1871 году, вскоре его семья переехала в Париж. С 1892 года работал двадцать лет служащим банка.
В юности два года самостоятельно изучал оккультизм. В 1889 году познакомился с Папюсом в книжном эзотерическом магазине, где были оборудованы конференц-залы для лекций. Впоследствии он стал общаться с Папюсом. Познакомился с де Гуайта, Филиппом Ницье, и другими деятелями мартинизма и эзотерики.
В 1920 году основал бесплатное благотворительное христианское общество «Духовная Дружба» (фр. Amitiés Spirituelles), действующее поныне.
Умер 3 февраля 1926 в Париже после болезни, начавшейся незадолго до смерти.

### Другие работы
- Les Rose-Croix
- Les Sept Jardins mystiques
- La Voie mystique
- Предисловие к Les Logia Agrapha, d’Emile Besson
- Le messager Celeste de la Paix Universelle, 1894
- Жизнеописание Фабра д’Оливе
- Ошибочно ему приписана работа «Половая магія» (СПб., 1913)[3], она принадлежит Г. Фреймарку (1909)[4]

### Работы христианской тематики
- Пять томов с комментариями Седира на Евангелие:
  - L’enfance du Christ / под ред Legrand, 1926
  - Le Sermon sur la Montagne
  - Les Guérisons du Christ
  - Le Royaume de Dieu
  - Le couronnement de l'Œuvre
- Les Amitiés Spirituelles
- Quelques Amis de Dieu
- Le Cantique des Cantiques
- Le Devoir Spiritualiste / Библиотека Universelle Beaudelot, 1910
- Les Directions Spirituelles, 1910
- La Dispute de Shiva contre Jésus
- L'éducation de la Volonté
- L'énergie ascétique
- Les Forces mystiques et la Conduite de la Vie
- Les Sept Jardins mystiques (1918)
- Fragments. Édition anthologique
- Initiations
- Méditations pour chaque Semaine
- Mystique chrétienne
- La Voie mystique
- La Prière
- Les Rêves
- Le Sacrifice